# Goodyera ramosii
Goodyera ramosii är en orkidéart som beskrevs av Oakes Ames. Goodyera ramosii ingår i släktet knärötter, och familjen orkidéer. Inga underarter finns listade i Catalogue of Life.